# Stressbal

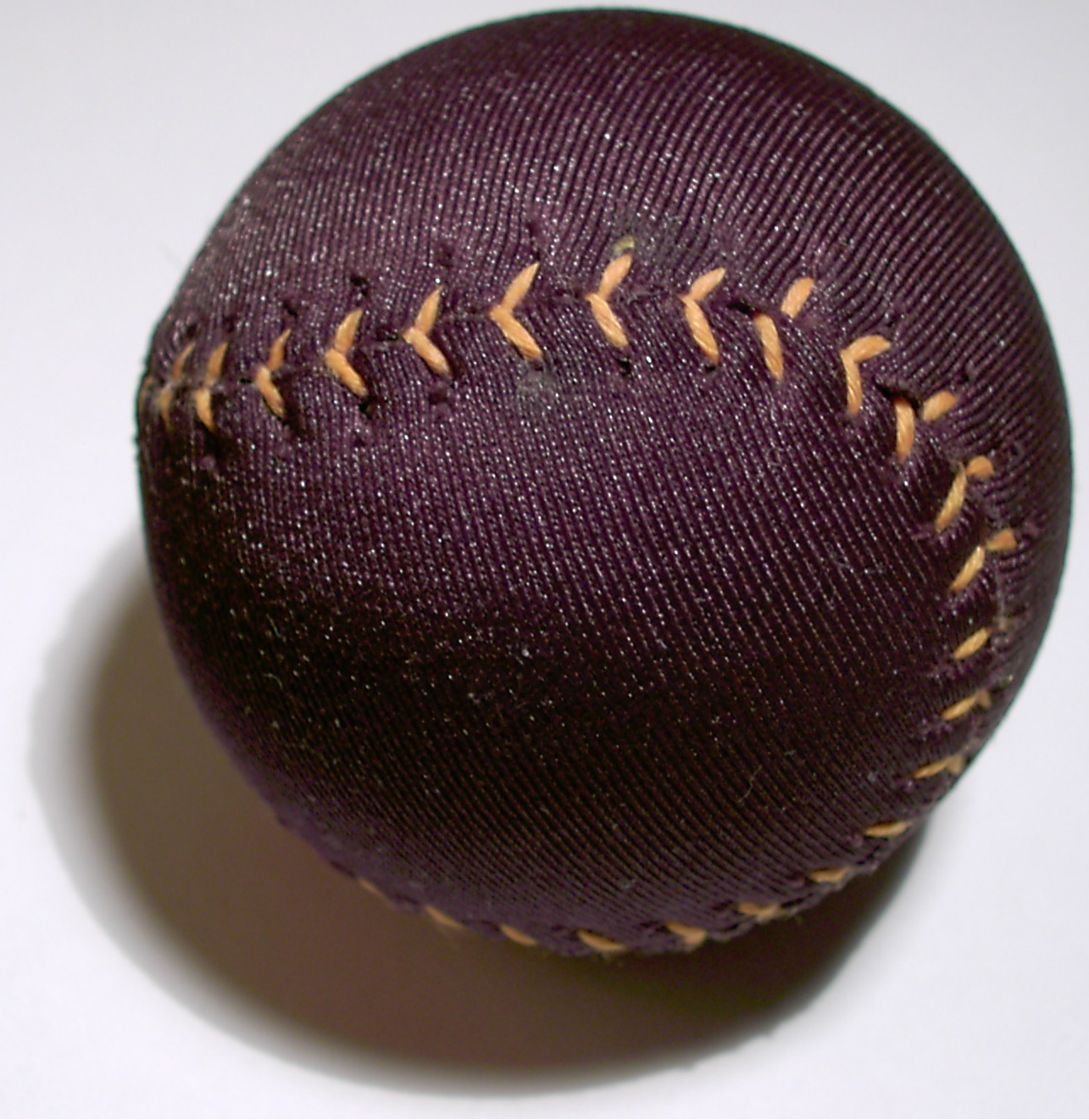
Een stressbal

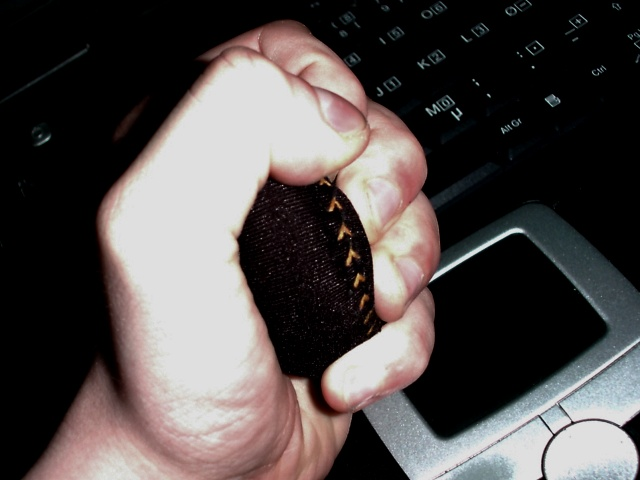
Stressballen worden vaak gebruikt na lang/intensief gebruik van de computer

De stressbal is een balvormig en zacht voorwerp. Het is bedoeld om in te knijpen en mee te spelen, waardoor de stress afneemt.
De balletjes zijn over het algemeen ca. 5 à 7 cm in diameter, zodat ze goed in de hand passen. Men kan bijvoorbeeld flink in het balletje knijpen, ermee rollen in de hand of gooien. Ook kan men er de handspieren mee ontwikkelen, of juist de spanning (stress) in de handen verminderen.
Stressballen zijn gemaakt van verschillende materialen, zoals schuimrubber of gel. Door de dikte of samenstelling van de materialen te veranderen, kunnen stressballen verschillend aanvoelen en ook voor specifieke doeleinden ingezet worden. Bijvoorbeeld als therapie om de gevolgen van RSI/CANS tegen te gaan.
Hoewel de term stress doet vermoeden dat al deze balletjes de stress doen afnemen, wordt het overgrote deel meer als speeltje, als reclamegadget of als relatiegeschenk gebruikt.